# Teen Wolf (sèrie de televisió)
Teen Wolf és una sèrie de televisió estatunidenca creada per Jeff Davis per MTV. Està basada en la pel·lícula de 1985 del mateix nom. És una drama sobrenatural que segueix a Scott McCall, un estudiant la vida del qual canvia totalment en ser mossegat per un home llop. La sèrie va ser renovada per a una segona temporada a 2011. El 12 de juliol de 2012. La MTV va renovar la sèrie amb una tercera temporada i va augmentar a 24 el nombre d'episodis. El 12 d'octubre de 2013, la sèrie va ser renovada per a una quarta temporada de 12 episodis, que va ser estrenada el 23 de juny de 2014. el 24 de juliol de 2014, la sèrie va ser renovada per a una cinquena temporada de 20 episodis, que va ser estrenada el 29 de juny de 2015. el 9 de juliol de 2015, MTV va renovar Teen Wolf per a una sisena temporada. El 21 de juliol del 2016 es va donar a conèixer que la sèrie conclouria en finalitzar la sisena temporada.

## Temporades
Primera
Narra la història d'un jove jugador de lacrosse, anomenat Scott McCall i els seus amics. Una nit es passegen pel bosc a la recerca d'un cadàver per ajudar al pare de Stiles que és policia, el seu pare els descobreix i intentant fugir cadascú pel seu compte Scott és atacat per un home llop. S'escapa de l'atac amb només una mossegada, però després comença a notar alguns canvis en si mateix. Scott intenta mantenir una vida normal, mentre amaga a tothom la seva vida secreta com un home llop però en veure que no pot amagar els seus poders, ha de buscar altres opcions.
Segona
Allison i Scott decideixen ocultar la seva relació amb els Argent. Mentrestant, Lydia pateix al·lucinacions després de ser mossegada per Peter i Jackson es mostra immune a la mossegada de Derek, qui comença a reclutar Isaac, Boyd i Erica per la seva rajada. D'altra banda, Gerard Argent arriba a la ciutat i busca venjar la mort de Kate declarant la guerra contra els homes llop. Poc després, es revela que Jackson ha mutat a una espècie coneguda com a Kanima i està sent controlat per Matt. Després de ser manipulada pel seu avi, Allison comença a ser entrenada per convertir-se en caçadora. Finalment, Gerard es converteix en el nou amo del Kanima i Derek descobreix la manera de portar de tornada a Jackson, mentre Erica i Boyd cauen presoners del ramat d'Alfàs.
Tercera
Amb l'arribada del ramat d'Alfàs a la ciutat i després de descobrir que aquests han assassinat a Erica i segrestat a Boyd, Scott i els seus amics han de fer front a una onada d'assassinats i sacrificis. Mentrestant, Deucalion, el líder del grup d'Alfàs, està decidit a corrompre Scott i evitar que es converteixi en un Alfa veritable perquè s'uneixi a la seva rajada. Després de descobrir que l'assassí és un druida fosc conegut com a Darach, Jennifer Blake, la nova professora i interès amorós de Derek es revela com a tal i descobreix el seu pla de venjança contra Deucalion per haver-la assassinat i revela que Lydia és una banshee. Allison, Scott i Stiles han de fer un ritual que posa en risc la seva vida per evitar que els seus pares siguin sacrificats. Noves espècies com el Kitsune i els homes-coiot són introduïdes, mentre els nois han de lluitar contra els efectes del ritual mentre un esperit fosc conegut com el Nogitsune és alliberat i posseeix a Stiles. Scott i els seus amics es concentren a salvar Stiles però un enfrontament amb el Nogitsune provoca baixes importants entre el ramat de Scott.
Quarta
Encara recuperant-se de les tràgiques pèrdues sofertes, Scott, Stiles, Lydia i Kira tornen a l'escola per a un nou semestre. Enfrontant-se a problemes més humans que sobrenaturals i mentre intenten ajudar a Malia a reincorporar-se a la societat, però la sorprenent resurrecció de Kate Argent porta una nova amenaça per als habitants de Beacon Hills, seguida per l'aparició d'un nou i misteriós enemic conegut com el Benefactor, que ha elaborat una llista d'éssers sobrenaturals -en la qual es troba el ramat de Scott- i contractant a perillosos assassins per eliminar a tots els que hi apareixen. Mentrestant, Derek lluita per saber la causa de la pèrdua dels seus poders.
Cinquena
En vigílies de l'últim any, Scott i els seus amics es troben davant de la possibilitat d'un futur l'un sense l'altre, quan una nova fase de les seves vides podria portar-los en diferents direccions tot i voler el contrari. El que no saben és que forces externes ja estan conspirant per separar el ramat molt abans que arribin a la graduació. Nous dolents que utilitzen una combinació de ciència i el sobrenatural per a un fi malèvol i misteriós que eventualment posaran a Scott i els seus amics contra l'enemic més perillós que hagin conegut fins ara.
Sisena
Amb data propera a la graduació, Scott i el seu ramat es veuen embolicats en un gran problema quan Stiles és portat per la Cacera Salvatge i esborrat de les seves memòries. Desesperats per capturar un Genet Fantasma, Liam i Hayden van a un vell enemic, mentre Scott, Lydia i Malia recorren a diversos mètodes per fer tornar a Stiles

## Personatges
| Actors           | Personatges                   | T.1       | T.2       | T.3       | T.4       | T.5       | T.6       |
| ---------------- | ----------------------------- | --------- | --------- | --------- | --------- | --------- | --------- |
| Tylor Posey      | Scott McCall                  | Principal | Principal | Principal | Principal | Principal | Principal |
| Crystal Reed     | Allison Argent                | Principal | Principal | Principal |           |           |           |
| Dylan O'Brien    | Mieczyslaw "Stiles" Stilinski | Principal | Principal | Principal | Principal | Principal | Principal |
| Tyler Hoechlin   | Derek Hale                    | Principal | Principal | Principal | Principal |           | Convidat  |
| Holland Roden    | Lydia Martin                  | Principal | Principal | Principal | Principal | Principal | Principal |
| Colton Haynes    | Jackson Whittemore            | Principal | Principal |           |           |           | Convidat  |
| Shelley Hennig   | Malia Tate                    |           |           | Convidada | Principal | Principal | Principal |
| Arden cho        | Kira Yukimura                 |           |           | Recurrent | Principal | Principal |           |
| Dylan Sprayberry | Liam Dunbar                   |           |           |           | Convidat  | Principal | Principal |
| Linden Ashby     | Sheriff Noah Stilinski        | Convidat  | Convidat  | Convidat  | Convidat  | Convidat  | Principal |
| Melissa Ponzio   | Melissa McCall                | Convidada | Convidada | Convidada | Convidada | Convidada | Principal |
| J.R. Bourne      | Chris Argent                  | Convidat  | Convidat  | Convidat  | Convidat  | Convidat  | Principal |

## Episodis
| Temporada | Episodis | Primera emissió    | Última emissió   |
| --------- | -------- | ------------------ | ---------------- |
| 1         | 12       | 5 juny 2011        | 15 agost 2011    |
| 2         | 12       | 3 juny 2012        | 13 agost 2012    |
| 3         | 24       | 3 de juny de 2013  | 24 març 2014     |
| 4         | 12       | 23 de juny de 2014 | 8 setembre 2014  |
| 5         | 20       | 29 de juny de 2015 | 8 març 2016      |
| 6         | 20       | 15 novembre 2016   | 24 setembre 2017 |

## Desenvolupament i producció
El juny de 2009, MTV va anunciar que adaptaria la pel·lícula Teen Wolf en una nova sèrie de televisió "amb un major èmfasi en el romanç, l'horror i la mitologia d'homes llops", el director australià Russell Mulcahy va ser l'encarregat de la realització del piloto.
El càsting va ser anunciat al desembre de 2010, quedant de la següent manera l'elenc principal Tyler Posey, Crystal Reed, Tyler Hoechlin, Dylan O'Brien, Holland Roden i Colton Haynes.
La producció de 12 episodis va començar l'octubre de 2010 a Atlanta, Georgia.16 MTV va donar a conèixer un avançament dels primers vuit minuts del pilot a la seva pàgina web, el 31 de maig del 2011.

## Recepció de la crítica
La sèrie ha generat una resposta positiva a la barreja dels crítics professionals, amb alguns lloant a una millor qualitat en comparació amb altres sèries de MTV. Segons Metacritic, que assigna una qualificació a terme normalitzada de 100 a les opinions dels crítics principals, l'espectacle té una puntuació mitjana de 61/100, el que indica "crítiques generalment favorables". Linda Stasi, una escriptora del New York post, va rebre l'estrena de la sèrie amb una puntuació perfecta, dient: "No només està ben ideat, sinó que els guapos adolescents de la sèrie poden actuar de manera creïble". Alguns crítics van tenir una reacció menys positiva cap a la sèrie. Troy Patterson d'Slate va donar a l'espectacle una crítica mixta, referint-se a ella com "drama lleuger sobrenatural, passable quant al seu enginy" . James Poniewozik de la revista Time, també tenia sentiments oposats cap a la sèrie, dient: "El pilot no està malament, exactament: té un bon ritme, si bé és una mica auster en certs detalls, però és gairebé del tot el que jo hagués esperat de qualsevol sèrie sobrenatural d'adolescents ".